# Chan Nak
Chan Nak (tiếng Khmer: ចាន់ ណាក់; 27 tháng 5 năm 1892 – 7 tháng 11 năm 1954) là chính khách Campuchia giữ chức Thủ tướng Campuchia từ năm 1953 đến năm 1954. Ông là thủ tướng thứ hai của một nước Campuchia độc lập sau Penn Nouth.
Trước khi được bổ nhiệm làm thủ tướng, Nak từng lên làm Bộ trưởng Bộ Tư pháp năm 1945, 1945–1946 và năm 1950, Bộ trưởng Bộ Nội vụ từ năm 1953–1954 và Bộ trưởng Bộ Thông tin từ năm 1953–1954.